# Peach Bowl 2019
Match précédent Match suivant
Le Peach Bowl 2019 est un match de football américain de niveau universitaire joué après la saison régulière de 2019, le 28 décembre 2019 au Mercedes-Benz Stadium d'Atlanta dans l'État de Géorgie aux États-Unis. 
Il s'agit de la 52e édition du Peach Bowl et compte comme demi-finale du College Football Playoff. Son vainqueur affrontera le 13 janvier 2020, au Mercedes-Benz Superdome de La Nouvelle-Orléans en Louisiane, le vainqueur du Fiesta Bowl 2019 lors du College Football Championship Game 2020.
Le match met en présence l'équipe des Sooners de l'Oklahoma issue de la Big 12 Conference et l'équipe des Tigers de LSU issue de la Southeastern Conference.
Il débute à 16 heures locales et est retransmis à la télévision par ESPN
Sponsorisé par la société Chick-fil-A, le match est officiellement dénommé le 2019 College Football Playoff Semifinal at Chick-fil-A Peach Bowl.
LSU gagne le match sur le score de 63 à 28. 

## Présentation du match
| Équipes                                                                                      | Conférences | Entraîneurs        | Stats. saison rég. | Classements avant le bowl | Classements avant le bowl | Classements avant le bowl |
| -------------------------------------------------------------------------------------------- | ----------- | ------------------ | ------------------ | ------------------------- | ------------------------- | ------------------------- |
| Équipes                                                                                      | Conférences | Entraîneurs        | Stats. saison rég. | CFP                       | AP                        | Coaches                   |
| Sooners de l'Oklahoma                                                                        | B12         | Lincoln Riley (en) | 12 - 1             | #4                        | #4                        | #4                        |
| Tigers de LSU                                                                                | SEC         | Ed Orgeron (en)    | 13 - 0             | #1                        | #1                        | #1                        |
| - Arbitre : Stuart Mullins (ACC). - Équipe donnée favorite par les bookmakers : LSU by 13.5. |             |                    |                    |                           |                           |                           |

Il s'agit de la 2e rencontre entre ces deux équipes : 
| Dates          | Saisons | Vainqueurs | Scores  | Perdants | Compétitions                                |
| -------------- | ------- | ---------- | ------- | -------- | ------------------------------------------- |
| 4 janvier 2004 | 2003    | LSU        | 21 - 14 | Oklahoma | Nokia Sugar Bowl - Marquette, Michigan      |
| 2 janvier 1950 | 1949    | Oklahoma   | 35 - 0  | LSU      | Sugar Bowl - La Nouvelle-Orléans, Louisiane |

### Sooners de l'Oklahoma
Avec un bilan global en saison régulière de 11 victoires et 1 défaites (8-1 en matchs de conférence) et une victoire 30 à 23 en finale de conférence contre les Bears de Baylor, Oklahoma se qualifie pour les demi-finales du College Football Playoff se disputant à l'occasion du Peach Bowl 2019.
Ils terminent 1er de la Big 12 Conference.
À l'issue de la saison 2019 (finale de conférence comprise mais bowl non compris), ils seront classés #4 aux classements CFP, AP et Coaches.
C'est leur première apparition au Peach Bowl.
Le 18 décembre 2019, l'université d'Oklahoma a décidé de suspendre trois de ses joueurs, DE Ronnie Perkins, RB Rhamondre Stevenson et WR Trejan Bridges, pour la ½ finale du CFP. Des traces de consommation de cannabis auraient été détectées à la suite de tests anti-drogue effectués par la NCAA,. Le 20 décembre, une dépêche informe que le safety Delarrin Turner-Yell manquerait le match à la suite d'une blessure au niveau de la clavicule (cassée). Le 23 décembre, l'entraîneur principal Lincoln Riley confirme que Perkins et les deux autres joueurs en question ne joueraient pas le match et qu'il s'attendait également à l'absence pour blessure de Turner-Yell,.
| Postes      | Joueurs     | Statistiques                                                      |
| ----------- | ----------- | ----------------------------------------------------------------- |
| Quarterback | Jalen Hurts | 222/369 passes réussies pour 3 634 yards, 32 TDs, 7 interceptions |
| Coureur     | Jalen Hurts | 219 courses pour 1 255 yards nets gagnés et 18 TDs                |
| Receveur    | CeeDee Lamb | 58 réceptions pour 1 208 yards et 14 TDs                          |

### Tigers de LSU
Avec un bilan global en saison régulière de 12 victoires et 0 défaites (7-0 en matchs de conférence) et une victoire 37 à 10 en finale de conférence SEC contre Georgia, LSU se qualifie pour les demi-finales du College Football Playoff se disputant à l'occasion du Peach Bowl 2019.
Ils terminent 1er de la West Division de la Southeastern Conference. À l'issue de la saison 2019 (finale de conférence comprise mais bowl non compris), ils seront classés #1 aux classements CFP, AP et Coaches.
C'est leur 7e participation au Peach Bowl :
| Dates            | Saisons | Vainqueur             | Scores  | Finaliste                          | Bilan |
| ---------------- | ------- | --------------------- | ------- | ---------------------------------- | ----- |
| 30 décembre 1968 | 1968    | Tigers de LSU         | 31 - 27 | #19 Seminoles de Florida State     | 1-0   |
| 28 décembre 1996 | 1996    | #17 Tigers de LSU     | 10 - 07 | Tigers de Clemson                  | 2-0   |
| 29 décembre 2000 | 2000    | Tigers de LSU         | 28 - 14 | #15 Yellow Jackets de Georgia Tech | 3-0   |
| 30 décembre 2005 | 2005    | #10 Tigers de LSU     | 40 - 03 | #9 Hurricanes de Miami             | 4-0   |
| 31 décembre 2008 | 2008    | Tigers de LSU         | 38 - 03 | #14 Yellow Jackets de Georgia Tech | 4-1   |
| 31 décembre 2012 | 2012    | #14 Tigers de Clemson | 25 - 24 | #9 Tigers de LSU                   | 4-2   |

| Postes      | Joueurs               | Statistiques                                                      |
| ----------- | --------------------- | ----------------------------------------------------------------- |
| Quarterback | Joe Burrow            | 342/439 passes réussies pour 4 715 yards, 48 TDs, 6 interceptions |
| Coureur     | Clyde Edwards-Helaire | 197 courses pour 1 290 yards nets gagnés et 16 TDs                |
| Receveur    | Ja'Marr Chase         | 73 réceptions pour 1 498 yards et 18 TDs                          |

## Résumé du match
Résumé, vidéo et photos sur la page du site francophone The Blue Pennant.
Début du match à  16 h 20, fin à  19 h 55 pour une durée totale de jeu de 03 h 35 min, match joué en indoor
| QT            | Temps         | Drive         | Drive         | Drive         | Équipe        | Description de l'action | Score | Score |
| ------------- | ------------- | ------------- | ------------- | ------------- | ------------- | --- | ----- | ----- |
| QT            | Temps         | Jeux          | Yards         | TDP           | Équipe        | Description de l'action | OKLA  | LSU   |
| 1             | 12:03         | 3             | 42            | 00:52         | LSU           | TD de 19 yards à la suite d'une passe de QB Joe Burrow réceptionnée par WR Justin Jefferson + 1 point de conversion par K Cade York    | 0     | 7     |
| 1             | 07:34         | 5             | 69            | 02:21         | OKLA          | TD à la suite d'une course de 3 yards par RB Kennedy Brooks + 1 point de conversion par K Gabe Brkic                                   | 7     | 7     |
| 1             | 04:24         | 9             | 75            | 03:10         | LSU           | TD de 8 yards à la suite d'une passe de QB Joe Burrow réceptionnée par WR Terrace Marshall Jr. + 1 point de conversion par K Cade York | 7     | 14    |
| 1             | 01:16         | 6             | 86            | 02:31         | LSU           | TD de 35 yards à la suite d'une passe de QB Joe Burrow réceptionnée par WR Justin Jefferson + 1 point de conversion par K Cade York    | 7     | 21    |
|               |               |               |               |               |               | |       |       |
| 2             | 12:13         | 6             | 80            | 02:02         | LSU           | TD de 42 yards à la suite d'une passe de QB Joe Burrow réceptionnée par WR Justin Jefferson + 1 point de conversion par K Cade York    | 7     | 28    |
| 2             | 09:17         | 6             | 55            | 02:46         | LSU           | TD de 30 yards à la suite d'une passe de QB Joe Burrow réceptionnée par WR Justin Jefferson + 1 point de conversion par K Cade York    | 7     | 35    |
| 2             | 04:45         | 10            | 75            | 04:32         | OKLA          | TD de 2 yards à la suite d'une course de 2 yards par QB Jalen Hurts + 1 point de conversion par K Gabe Brkic                           | 14    | 35    |
| 2             | 04:18         | 2             | 75            | 00:27         | LSU           | TD de 62 yards à la suite d'une passe de QB Joe Burrow réceptionnée par TE Thaddeus Moss + 1 point de conversion par K Cade York       | 14    | 42    |
| 2             | 00:50         | 5             | 63            | 02:04         | LSU           | TD de 2 yards à la suite d'une passe de QB Joe Burrow réceptionnée par WR Terrace Marshall Jr. + 1 point de conversion par K Cade York | 14    | 49    |
|               |               |               |               |               |               | |       |       |
| 3             | 10:11         | 13            | 74            | 04:49         | LSU           | TD à la suite d'une course de 3 yards par QB Joe Burrow + 1 point de conversion par K Cade York                                        | 14    | 56    |
| 3             | 04:19         | 13            | 75            | 05:52         | OKLA          | TD à la suite d'une course de 12 yards par QB Jalen Hurts + 1 point de conversion par K Gabe Brkic                                     | 21    | 56    |
|               |               |               |               |               |               | |       |       |
| 4             | 09:39         | 9             | 71            | 04:27         | OKLA          | TD à la suite d'une course de 1 yard par RB T.J. Pledger + 1 point de conversion par K Gabe Brkic                                      | 28    | 56    |
| 4             | 03:59         | 9             | 75            | 05:40         | LSU           | TD à la suite d'une course de 6 yards par RB John Emery Jr. + 1 point de conversion par K Cade York                                    | 28    | 63    |
| Score final : | Score final : | Score final : | Score final : | Score final : | Score final : | Score final : | 28    | 68    |

## Statistiques
| Systèmes | Noms                      | Équipes | Postes        |
| -------- | ------------------------- | ------- | ------------- |
| Attaque  | Joe Burrow                | QB      | Tigers de LSU |
| Défense  | K'Lavon Chaisson, LB, LSU | LB      | Tigers de LSU |

| Statistiques                           | Sooners de l'Oklahoma                                  | Tigers de LSU                                         |
| -------------------------------------- | ------------------------------------------------------ | ----------------------------------------------------- |
| 1er down                               | 16                                                     | 31                                                    |
| 1er down à la course                   | 5                                                      | 10                                                    |
| 1er down à la passe                    | 9                                                      | 20                                                    |
| 1er down suite pénalité                | 2                                                      | 1                                                     |
| Conversion de 3e down                  | 5/13                                                   | 6/11                                                  |
| Conversion de 4e down                  | 2/3                                                    | 2/2                                                   |
| Jeux–yards                             | 62 jeux pour 322 yards                                 | 74 jeux pour 692 yards                                |
| Yards à la course                      | 28 courses pour 97 yards (moyenne de 3,5 yards/course) | 32 courses pour 160 yards (moyenne de 5 yards/course) |
| Yards à la passe                       | 225                                                    | 532                                                   |
| Passes : Réussies-Tentées-Interceptées | 16/34 passes complétées, 1 interception                | 32/42 passes complétées, 0 interception               |
| Réussite en zone rouge/chances         | 4/4                                                    | 5/5                                                   |
| TD                                     | 4                                                      | 9                                                     |
| Field Goals                            | 0/0                                                    | 0/1                                                   |
| Sacks (Nombre-Yards)                   | 1 pour 5 yards adverses perdus                         | 2 pour 12 yards adverses perdus                       |
| Fumbles (Nombre/Perdus)                | 0/0                                                    | 2/0                                                   |
| Pénalités (Nombre/Yards perdus)        | 8 pour 62 yards perdus                                 | 4 pour 49 yards perdus                                |
| Temps de possession                    | 27:02                                                  | 32:58                                                 |

| Sooners de l'Oklahoma |                  |                                                                          |
| Quarterback           | Jalen Hurts      | 15/31 passes complétées, 217 yards, 0 interception, 0 TD, 2 sacks subis  |
| Meilleur coureur      | Jale Hurts       | 14 courses pour 43 yards nets gagnés, 2 TDs, moyenne de 3,1 yards/course |
| Meilleur receveur     | CeeDee Lamb      | 4 réceptions pour 119 yards gagnés, 0 TD                                 |
| Meilleur tackler      | Justin Broiles   | 11 tacles dont 6 en solo                                                 |
| Tigers de LSU         |                  |                                                                          |
| Quarterback           | Joe Burrow       | 29/39 passes complétées, 493 yards, 0 interception, 7 TDs, 1 sack subi   |
| Meilleur coureur      | Chris Curry      | 16 courses pour 89 yards nets gagnés, 0 TD, moyenne de 5,6 yards/course  |
| Meilleur receveur     | Justin Jefferson | 14 réceptions pour 227 yards gagnés, 4 TDs                               |
| Meilleur tackler      | Jacob Phillips   | 8 tacles dont 6 en solo                                                  |